# ジョシュ・ビッターズ
ジョシュア・ウォーレン・ビッターズ（Joshua "Josh" Warren Vitters , 1989年8月27日 - ）は、 アメリカ合衆国・カリフォルニア州アナハイム出身の元プロ野球選手（三塁手）。右投右打。
兄のクリスチャン・ビッターズも元プロ野球選手で、オークランド・アスレチックスのマイナーで4年間プレー経験がある。

## 経歴

### プロ入りとカブス時代
2007年のMLBドラフトでシカゴ・カブスから1巡目（全体3位）指名を受け、契約金320万ドルで入団。
プロ入り後は球団の方針でマイナー各階級を駆け足で昇格し、2010年には20歳でAA級テネシー・スモーキーズまで昇格した。しかし、早打ちの傾向が改善されず、ドラフト時に期待されていたパワーも十分に発揮できずに評価を落としてしまった。
2012年の開幕前に掲載されたMLB公式サイトにおいて、カブス内で11位の有望株とされた。この年はAAA級パシフィックコーストリーグのアイオワ・カブスで打率.304、17本塁打を記録し、8月5日のロサンゼルス・ドジャース戦でメジャーデビューを果たした。
2013年はメジャーでのプレーは無く、一年間マイナー暮らしに終始した。
2014年3月3日にカブスと1年契約に合意した。この年もメジャー昇格の機会はなく、11月4日にFAとなった。

### ロッキーズ傘下時代
2015年2月1日にコロラド・ロッキーズとマイナー契約を結んだが、3月31日に解雇された。その後はいずれの球団にも所属しなかった。

### 独立リーグ時代
2016年3月にアトランティックリーグのブリッジポート・ブルーフィッシュと契約。80試合に出場して打率.226、5本塁打、25打点を記録した。シーズン終了後に退団した。
2017年はアメリカン・アソシエーションのスーシティ・エクスプローラーズでプレー。
2018年はカナディアン・アメリカン・リーグのケベック・キャピタルズでプレー。
2019年は手術を行い、その回復のため全休した。
2021年4月にアトランティックリーグのヨーク・レボリューションと契約したが、20試合に出場して打率.157、0本塁打、5打点という成績にとどまり、6月24日に現役引退を発表した。

## 詳細情報

### 年度別打撃成績
| 年 度     | 球 団     | 試 合 | 打 席 | 打 数 | 得 点 | 安 打 | 二 塁 打 | 三 塁 打 | 本 塁 打 | 塁 打 | 打 点 | 盗 塁 | 盗 塁 死 | 犠 打 | 犠 飛 | 四 球 | 敬 遠 | 死 球 | 三 振 | 併 殺 打 | 打 率 | 出 塁 率 | 長 打 率 | O P S |
| --------- | --------- | ----- | ----- | ----- | ----- | ----- | -------- | -------- | -------- | ----- | ----- | ----- | -------- | ----- | ----- | ----- | ----- | ----- | ----- | -------- | ----- | -------- | -------- | ----- |
| 2012      | CHC       | 36    | 109   | 99    | 7     | 12    | 2        | 0        | 2        | 20    | 5     | 2     | 0        | 0     | 1     | 7     | 0     | 2     | 33    | 6        | .121  | .193     | .202     | .395  |
| 通算：1年 | 通算：1年 | 36    | 109   | 99    | 7     | 12    | 2        | 0        | 2        | 20    | 5     | 2     | 0        | 0     | 1     | 7     | 0     | 2     | 33    | 6        | .121  | .193     | .202     | .395  |

### 背番号
- 5 (2012年)